# Falcidectes
Falcidectes is een geslacht van rechtvleugeligen uit de familie sabelsprinkhanen (Tettigoniidae). De wetenschappelijke naam van dit geslacht is voor het eerst geldig gepubliceerd in 1985 door Rentz & Gurney.

## Soorten
Het geslacht Falcidectes omvat de volgende soorten:
- Falcidectes divisus Rentz & Gurney, 1985
- Falcidectes xyelus Rentz & Gurney, 1985